# Єгорівка (Пологівський район)
Єго́рівка — село в Україні, в Пологівському районі Запорізької області. Населення становить 226 осіб.

## Географія
Село Єгорівка знаходиться на правому березі річки Жеребець, вище за течією на відстані 2 км розташоване село Новоселівка, нижче за течією на відстані 0,5 км розташоване село Омельник. Через село проходить автомобільна дорога Т 0814.

## Історія
- 1919 — дата заснування.

## Населення

### Мова
Розподіл населення за рідною мовою за даними перепису 2001 року:
| Мова       | Кількість | Відсоток |
| ---------- | --------- | -------- |
| українська | 215       | 95.13%   |
| російська  | 9         | 3.99%    |
| білоруська | 2         | 0.88%    |
| Усього     | 226       | 100%     |